# Errinopora cestoporina
Errinopora cestoporina är en nässeldjursart som beskrevs av Stephen D. Cairns 1983. Errinopora cestoporina ingår i släktet Errinopora och familjen Stylasteridae.
Artens utbredningsområde är Södra Ishavet. Inga underarter finns listade i Catalogue of Life.